# Alain Vanzo
Alain Vanzo (* 2. April 1928 in Monte Carlo; † 27. Januar 2002 bei Paris) war ein französischer Opernsänger (Tenor) und Komponist.

## Leben
Vanzo wurde als Sohn eines italienischen Vaters geboren. Er war Autodidakt und sang in jungen Jahren im Kirchenchor. Ebenfalls selbst beigebracht hat er sich das Klavierspielen. 1954 nahm Vanzo an einem Gesangswettbewerb in Cannes teil, den er gewann. Dies war der Startpunkt für seine Karriere als lyrischer Tenor.
Vanzo wurde von der Grand Opéra in Paris engagiert. Dort sang er von 1954 bis 1957 zunächst eher kleinere Rollen. 1957 gelang ihm mit der Rolle des Edgardo in Gaetano Donizettis Lucia di Lammermoor der Durchbruch. Vanzo wurde zu einem der führenden französischen Tenöre. In den folgenden Jahren folgten Gastspiele an allen großen Opernhäusern der Welt. Unbestrittene Paraderolle Vanzos war der Nadir in Georges Bizets Les pêcheurs de perles. Vanzos Karriere als Sänger dauerte bis Ende der 1980er Jahre an.
Außer als Sänger tat sich Vanzo auch als Komponist hervor. Er schrieb einige Lieder und zwei größere Werke:
- die Operette Pêcheur d’Etoile (uraufgeführt 1972 in Lille)
- das lyrische Drama Les Chouans (uraufgeführt 1982 in Avignon)

Vanzo starb 2002 im Alter von 73 Jahren.